# All for the Dough Bag
All for the Dough Bag è un cortometraggio muto del 1920 scritto e diretto da J.A. Howe.

## Produzione
Il film fu prodotto dalla Century Film e dalla United States Moving Picture Corporation (come Rainbow Comedies).

## Distribuzione
Distribuito dall'Universal Film Manufacturing Company, il film - un cortometraggio in due bobine - uscì nelle sale cinematografiche USA il 19 gennaio 1920.